# Hokuriku
Hokuriku region (北陸地方, direktöversatt "Nordland") är en region på Japans huvudö (Honshu), innesluten i Chuburegionen. Den ibland olika indelade Hokurikuregionen innefattar prefekturerna Toyama, Ishikawa och Fukui. Den kan även sägas innefatta prefekturen Niigata. I det senare fallet bildar Niigata prefektur och Nagano prefektur tillsammans Koshinetsuregionen, och tillsammans med Hokurikuregionen bildar dessa Hoku-Shin'etsu (direktöversatt "Norra Shin'etsu").